# Eragrostis congesta
Eragrostis congesta là một loài thực vật có hoa trong họ Hòa thảo. Loài này được Oliv. mô tả khoa học đầu tiên năm 1875.